# Pierrot
PIERROT (яп. ピエロ, Пиэро — японское прочтение французского имени Пьеро) — японская visual kei группа, сформированная в 1994 году Kirito (яп. キリト Кирито) (ex-Dizzy Lizzy) и Jun (яп. 潤 Дзюн) (ex-Dizzy Lizzy) в Нагано. В первоначальный состав группы входили: Hidelow в качестве вокалиста, Kirito и Jun — гитаристы, KOHTA (ex-Dizzy Lizzy) — басист и Luka — ударник. В ноябре того же года Luka покинул группу и место ударника занял TAKEO. Затем, в феврале 1995 года Hidelow также покинул группу, в то время как к ней присоединился Aiji (яп. アイジ Аидзи) (ex-Kalen), этот состав и стал окончательным: Kirito — вокалист, Aiji и Jun — гитаристы, KOHTA — басист и TAKEO (ex-Superstar) — ударник.
PIERROT была одной из старейших групп, просуществовав до 2005 года на японской рок-сцене.

## История
В 1994 году группа записала первый альбом «Pandora no Hako» (яп. パンドラの匣).
В июле 1996 года после выхода третьей демо-кассеты они выпустили второй альбом, после чего подписали контракт с Sweet Child Records, которая выпустила мини-альбом «Celluloid» в 1997 году. В том же году группа выступила на фестивале Sweet Trance, организованном лейблом. PIERROT были постоянными участниками фестиваля до 2002 года.
Их major-дебют состоялся в сентябре 1998 года с синглом «CLEAR SKY» (яп. クリア・スカイ), записанным в сотрудничестве с Toshiba EMI. В 1999 году прошло первое выступление группы в Nihon Budokan, вскоре PIERROT заключили контракт с Toshiba EMI и выпустили первый major-альбом «FINALE». Их синглы звучат на радио и телевидении по всей стране, популярность группы постоянно растет, и спустя год выходит следующий major-альбом «Private enemy».
Из-за проблем со звукозаписывающим лейблом PIERROT были вынуждены перейти в Universal, которая выпустила все последующие альбомы.
Их последним синглом стал «HELLO». 12 апреля 2006 года группа заявила о своем распаде.
Вокалист Kirito начал соло-карьеру в 2005 году и выпустил свой первый сольный альбом «Hameln» (записанный при участии KOHTA в качестве басиста), 3 августа 2005 года.
В августе 2006 года дебютировала группа Angelo, в состав которой первоначально входили Kirito, Kohta и Takeo. 27 ноября 2011 года к ним присоединились Karyu (ex. D'espairsRay) и Giru (ex. Vidoll).
Jun является участником группы ALvino, в которую, кроме него, входят также Shota — вокал и Koji (ex-La'cryma Christi) — гитара.
Aiji принимает участие в проекте LM.C.

## Состав группы
- Kirito (Murata Shinya) — вокал
- Aiji (Mizui Shinji) — гитара
- Jun (Yamaura Jun’ichi) — гитара
- KOHTA(Murata Kohta) — бас
- TAKEO (Ishikawa Takeo) — ударные

## Дискография

### Синглы
- Screen (22.04.1998)
- CLEAR SKY (яп. クリア・スカイ, Куриа Сукаи) (10.09.1998)
- MAD SKY -Koutetsu no MESSIAH- (яп. MAD SKY-鋼鉄の救世主-) (02.12.1998)
- Haruka_ (яп. ハルカ…) (24.02.1999)
- Last Letter (яп. ラストレター, Расуто Рэта:) (28.04.1999)
- CREATURE (Maxi single) (22.12.1999)
- AGITATOR (Maxi single) (07.06.2000)
- Shinkei ga WARERU Atsui Yoru (яп. 神経がワレル暑い夜) (Maxi Single) (27.09.2000)
- PARADOX (06.05.2001)
- DRAMATIC NEO ANNIVERSARY (Maxi Single) (29.08.2001)
- COCOON (Maxi single) (21.11.2001)
- Kowareteiku kono Sekai de (яп. 壊れていくこの世界で) (Maxi single) (27.03.2002)
- PSYCHEDELIC LOVER (Maxi single) (28.08.2002)
- HILL -Genkaku no Yuki- (яп. HILL-幻覚の雪-) (Maxi single) (18.12.2002)
- Barairo no Sekai (яп. 薔薇色の世界)/NEOGROTESQUE (яп. ネオグロテスク, Нэогуротэсуку)/Yuuyami SUICIDE (яп. 夕闇スーサイド, Ю:ями Су:саидо) (Triple A-side Maxi single) (18.06.2003)
- Nounai Morphine (яп. 脳内モルヒネ, Но:наи Морухинэ) (Maxi single) (03.12.2003)
- SMILEY SKELETON (Maxi single)(30.06.2004)
- MYCLOUD (Maxi single) (20.10.2004)
- HELLO (21.06.2006)

### Альбомы
- Kikurui Piero (яп. 気狂いピエロ) декабрь 1994 г., записан с HIDELOW в качестве вокалиста
- PANDORA no Hako (яп. パンドラの匣) (21.07.1996)
- CELLULOID (03.09.1997)
- FINALE (07.07.1999)
- PRIVATE ENEMY (22.11.2000)
- HEAVEN: THE CUSTOMIZED LANDSCAPE (24.12.2002)
- ID ATTACK (23.07.2003)
- DICTATORS CIRCUS -Kijutsuteki Senritsu- (яп. DICTATORS CIRCUS -奇術的旋律-) (17.12.2003)
- FREEZE (01.12.2004)
- DICTATORS CIRCUS -A variant BUD- (06.04.2005)
- DICTATORS CIRCUS -A deformed BUD- (08.06.2005)

### Фильмы/DVD
- Prototype (20.12.1998)
- '«Film» Rising a MAD SKY at NIPPON BUDOKAN (08.09.1999)
- TOUR 1999 FORETELLER’S MUTATION FINAL -THE GENOME CONTROL- (15.03.2000)
- DICTATOR’S CIRCUS V (Video/2 Vol. Set) (20.12.2000)
- PROTOTYPE II (20.12.2000)
- PROTOTYPE III (19.12.2001)
- PROTOTYPE I+II (19.12.2001)
- TOUR RARADOXICAL GENESIS «ANNIVERSARY» 2001.9.23 YOKOHAMA ARENA (DVD) (23.04.2003)
- DICTATOR’S CIRCUS VI at SAITAMA SUPER ARENA (23.04.2003)
- ATTACK [to] THE FREEDOM (contains 3 discs) 2004 г. только для членов фан-клуба
- DICTATORS CIRCUS VII -A variant BUD-/-A deformed BUD- [SAITAMA SUPER ARENA] 2005 г. только для членов фан-клуба
- PROTOTYPE IV (14.12.2005)